# Kettenmigration
Kettenmigration oder Kettenwanderung erfolgt, wenn Migranten und Migrantinnen einem bereits ausgewanderten Familienmitglied oder Bekannten in ein gewisses Zielgebiet folgen, über welches sie im Vorfeld schon einige Informationen erhalten haben.

## Definition
Kettenmigrationsprozesse finden häufig bei internationaler Migration, aber auch bei Binnenmigration statt. Diese Prozesse werden als eine besondere Art der Immigration angesehen. Hier spielen nämlich soziale Beziehungen und soziale Netzwerke eine entscheidende Rolle. Sie sind mitunter Hauptgründe für den Entschluss auszuwandern und die Auswahl des Zielorts. Der Umzug der Personen läuft normalerweise zeitversetzt und nicht gleichzeitig, wie sonst bei Familienumzügen üblich, ab.

## Ablauf und Stufen
Eine Migrationskette beginnt meistens mit einem männlichen Pioniermigrant, welcher in ein anderes Land oder eine andere Stadt auswandert, und die Hinterbliebenen mit Informationen versorgt. In der Heimat erfahren nun Bekannte ebenfalls von den Möglichkeiten und Chancen am Zielort und entscheiden sich auch für die Auswanderung. Somit entsteht eine Kettenreaktion, welche durch andere Auswanderer weitergeführt wird. Später lassen die einzelnen Migranten ihre restlichen Familienmitglieder (Ehefrau, Kinder, Eltern, Geschwister etc.) an den ausgewählten Ort nachkommen. Die Emigranten im Zielort helfen ihren Familienmitgliedern oder Bekannten Wege zu finden, um einzuwandern.
Ein einheitliches Muster für Kettenmigration Prozesse ergibt sich daraus:
1. Pioniermigrant / Arbeitsmigration[2]
2. Kettenwanderer[4]
3. Familienzuwanderung / Familienmigration (dauerhafte Niederlassung)[2]

### Die unterschiedlichen Gruppen von Migranten
Pioniermigranten / Pionierwanderer sind meist junge, unverheiratete, unabhängige, selbstständige und intelligente Männer, die in der Regel wegen gravierender Arbeitslosigkeit ihr Heimatland verlassen und an einen finanziell, ökonomisch stärkeren Ort (mit Arbeitskräftemangel) auswandern. Diese Auswanderung ist mit höheren Risiken und Kosten verbunden, da sie nicht von Migrationsnetzwerken und sozialen Beziehungen profitieren.
Kettenwanderer / Nachwanderer werden bei der Migration auf weniger Probleme stoßen, denn sie nutzen die Informationen und Unterstützung der bereits ausgewanderten Pioniermigranten. Der Entschluss der Auswanderung beruht auf der Tatsache, dass die Lebensqualität (sozial und ökonomisch) am neuen Ort besser ist.
Familienzuwanderung birgt das geringste Risiko, weil die Familienmitglieder einen bereits organisierten und stabilen Alltag vorfinden. Außerdem werden bereits Emigrierte ihre Verwandten und Familien erst zu sich kommen lassen, wenn ein gutes Grundeinkommen gesichert ist und gewisse Lebensstandards erfüllt wurden.

## Rolle Sozialer Netzwerke
Es gibt fünf Hypothesen, um die Bedeutung sozialer Netzwerke in Zusammenhang mit Migration zu beschreiben:
- Affinitätshypothese: Starke soziale Beziehungen, Verantwortungen im Heimatort und / oder die fehlende Zugehörigkeit im Zielort schränken den Entschluss sein Land zu verlassen ein.[8]

- Informationshypothese: Familienmitglieder oder Bekannte, die an anderen Orten leben, inspirieren die Zurückgebliebenen zur Auswanderung, denn sie bekommen Insiderwissen und Erfahrungsberichte von (vielen) bereits Ausgewanderten, welches sich positiv auf ihre Entscheidung auswirkt.[8]

- Erleichterungshypothese: Die Unterstützung der bereits am Zielort lebenden Familienangehörigen und Bekannten ist eine enorme Hilfe für die Nachkommenden. Die Anpassung an die neue Heimat fällt ihnen dadurch eindeutig leichter.[8]

- Konflikthypothese: Probleme oder Streitigkeiten innerhalb der Gemeinde im Heimatort können Gründe für Emigration darstellen.[8]

- Ermutigungshypothese: Ausgewanderte bekräftigen ihre Familienmitglieder für einen kurzen oder dauerhaften Aufenthalt im Ausland, durch z. B. finanzielle Unterstützung.[8]

Durch die vorangegangenen Punkte wird deutlich, dass Familiengeflechte und Bekanntschaften für die Entscheidung zur Migration von großer Wichtigkeit sind.